# Autodromo dell’Umbria
Das Autodromo dell’Umbria „Mario Umberto Borzacchini“ (auch Autodromo di Magione) ist eine italienische Motorsport-Rennstrecke in Magione in der Provinz Perugia.

## Geschichte
Der Bau der Anlage begann im Jahre 1972 im Auftrag von einigen Motorsportbegeisterten (namentlich Lorenzo Rondini, Giulio Capolsini, Umberto Mannocchi, Paolo Bietoloni, Gianni Moretti, Francesco Terradura und Giuseppe Tarpani), die zusammen bereits das Team „Scuderia Carpine“ gebildet hatten. Die ursprüngliche Strecke hatte eine Länge von 1650 Metern, lediglich 12 offene Boxen und war eine enge und technische Strecke. Die Eröffnung des Kurses fand am 23. April 1973 mit einem Touren- und Formelwagen-Rennen statt. Regelmäßig wurden sowohl Formel-3-Rennen, als auch Motorradrennen auf dem, wie die Strecke damals hieß, Autodromo di Magione ausgetragen. Ende der 1970er Jahre wurde die Strecke aus finanziellen Gründen zum Verkauf angeboten. Ein Konsortium, angeführt vom „Automobile Club Perugia“, kaufte die Anlage und benannte sie in Autodromo dell’Umbria um. Dabei wurde der aus Umbrien stammende Mario Umberto Borzacchini, einer der bekanntesten italienischen Rennfahrer der 1920er und 1930er Jahre, im Namen geehrt.
1986 wurde die Strecke umgebaut. Eine Kart-Strecke wurde hinzugefügt, welche ab 1990 aber nicht mehr verwendet wurde, da sie als zu gefährlich und zu schnell angesehen wurde. Der nächste Umbau erfolgte 1994. Die Sicherheitsstandards wurden erhöht und die Tribünen vergrößert. Zudem wurden neben diversen anderen Veränderungen auch die Boxenanlage erneuert, die nun 20 Boxen umfasst. Die wichtigste Änderung war die Verlängerung der Piste auf 2507 Meter.
Im Jahr 2006 wurde die Rennsportanlage um einen im Sommer geöffneten Wasserpark, sowie um zwei Fußballplätze zu einer multifunktionellen Sportanlage erweitert. 2017 wurde die Strecke zuletzt neu asphaltiert. Zur Anlage gehört auch eine Motocrossstrecke.

## Sonstiges
Am 13. April 1998 kam Sandro Corsini bei einem Rennen der Formel Junior ums Leben. Neben ihm starben 3 weitere Automobilsportler auf der Strecke. Am 26. April 2008 verunfallte Giovanni Olivieri bei einem Motorradrennen der Coppa Italia Stock 600 tödlich.
Beginnend in den 1980er Jahren bis ins Jahr 2010 nutzte die Henry Morrogh Racing Drivers School die Strecke. Ein bekannter Besucher dieser Schule war der spätere Indy-500-Sieger und Formel-1-Weltmeister Jacques Villeneuve.

## Veranstaltungen
in den Anfangsjahren fanden hunderte von Motorrad-, Tourenwagen-, Sportwagen- und Formelrennen auf der Strecke statt.
2014 und 2015 fand je eine Runde der NASCAR Whelen Euro Series auf dem Kurs statt.
Heutzutage werden hauptsächlich nationale Motorrad- und Automobilrennen auf der Strecke veranstaltet.
Seit 2007 findet das „25 Hours of Magione - Energy Saving Race“ mit auf der Strecke statt. Dabei handelt es sich um eine Verbrauchsvergleichsfahrt für Serienfahrzeuge bei dem die Ziellinie des Rennens mit so wenig Treibstoff wie möglich erreicht werden muss.